# واکه بسته

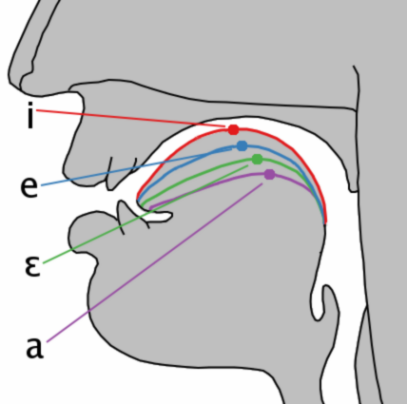
واکه بسته یا واکه کشیده

واکه بسته یا واکه کشیده واکه‌ای است که در زبان‌های بسیاری استفاده می‌شود. ویژگی واکه بسته این است که زبان بدون ایجاد انقباض تا حد ممکن به کام نزدیک باشد. واکه‌های /ای/ (همانند «دیر») و /او/ (همانند «دود») در فارسی ایران از این گروه هستند.